# Euchaetes rhadia
Euchaetes rhadia là một loài bướm đêm thuộc phân họ Arctiinae, họ Erebidae.